# President de la Junta de Castella i Lleó

Escut de Castella i Lleó

El President de la Junta de Castella i Lleó és la màxima representació de la Comunitat autònoma de Castella i Lleó, dirigeix les accions de la Junta i coordina als seus membres. És triat per les Corts de Castella i Lleó, pot ser cessat per aquestes si perd el suport de més de la meitat dels Procuradors, i té la capacitat de nomenar i destituir als Consellers. El seu mandat ordinari és de 4 anys. La seu de la Junta de Castella i Lleó es troba en el palau de l'Assumpció de Valladolid. Aquest edifici està situat en la Plaza de Castilla y León, 1, al Barri de Covaresa. En l'etapa preautonòmica, el Consell General de Castella i Lleó (1978-1983) va estar presidit per Juan Manuel Reol Tejada (UCD) durant el període 1978-1980 i per José Manuel García-Verdugo (UCD) durant el període 1981-1983.

## Llista de Presidents de Castella i Lleó
| Núm. | Nom                           | Inici | Fi         | Partit |
| ---- | ----------------------------- | ----- | ---------- | ------ |
| 1.   | Demetrio Madrid López         | 1983  | 1985       | PSOE   |
| 2.   | José Constantino Nalda García | 1985  | 1987       | PSOE   |
| 3.   | José María Aznar López        | 1987  | 1989       | AP-PP  |
| 4.   | Jesús María Posada Moreno     | 1989  | 1991       | PP     |
| 5.   | Juan José Lucas Jiménez       | 1991  | 2001       | PP     |
| 6.   | Juan Vicente Herrera Campo    | 2001  | 2019       | PP     |
| 6.   | Alfonso Fernández Mañueco     | 2019  | Actualitat | PP     |